# برگه فرمان
برگه فرمان سندی است که توسط دولت انگلستان صادر شده و به پارلمان ارائه می‌شود.
اوراق سفید، اوراق سبز، معاهدات، پاسخ‌های دولت، پیش‌نویس لوایح، گزارش‌های کمیسیون‌های سلطنتی، گزارش‌های تحقیقات مستقل و سازمان‌های دولتی مختلف را می‌توان به‌عنوان برگه‌های فرماندهی منتشر کرد، به این دلیل که به‌طور رسمی به مجلس ارائه می‌شوند «به دستور علیاحضرت».

## انتشار، پخش شدن
اوراق فرمان عبارتند از:
- برگهتولید شده توسط ادارات دولتی
- چاپ شده از طرف دفتر امور عمومی علیاحضرت
- «به فرمان اعلیحضرت» توسط وزیر مربوطه به مجلس ارائه‌شد
- توسط مجلس عوام و مجلس اعیان ثبت شده‌است
- منتشر شده توسط ادارات دولتی
- مشمول سپرده قانون واسپاری

## شماره گذاری
برگه‌های فرمان شماره گذاری شده‌است. از سال ۱۸۷۰ پیشوند این برگه‌ها، با مخفف «فرماندهی» است که در طول زمان تغییر کرده‌است تا دنباله‌های جدید ایجاد شود.
| پیشوند    | تاریخ       | شماره     |
| --------- | ----------- | --------- |
|           | ۱۸۳۳ – ۱۸۶۹ | ۱ تا ۴۲۲۲ |
| سی.       | ۱۸۷۰ – ۱۸۹۹ | ۱ تا ۹۵۵۰ |
| سی دی     | ۱۹۰۰ – ۱۹۱۸ | ۱ تا ۹۲۳۹ |
| سی‌ام‌دی.   | ۱۹۱۹ – ۱۹۵۶ | ۱ تا ۹۸۸۹ |
| سی‌ام‌ان‌دی. | ۱۹۵۶ – ۱۹۸۶ | ۱ تا ۹۹۲۷ |
| سی‌ام.     | ۱۹۸۶ – ۲۰۱۸ | ۱ تا ۹۷۵۶ |
| سی‌پی      | ۲۰۱۹ –      | ۱ به بالا |